# 앙드레 다사리

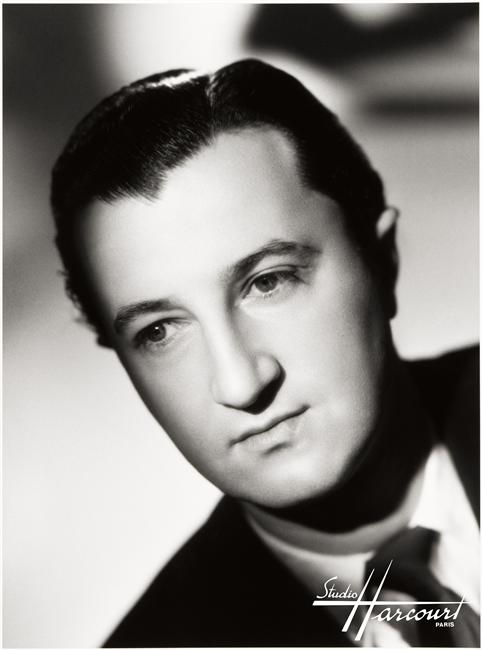
1940년

앙드레 다사리(André Dassary, 1919년 9월 10일 ~ 1987년 7월 7일)는 아름다운 목소리의 남성가수이다. 바스크인의 피를 이어받아 비아리츠에서 태어났다. 보르도의 음악원에서 배웠으며, 재학중에는 럭비 선수로도 활약하였다. 1930년대 말에 레이 반추라에게 인정받고 그의 악단 전속 가수가 되었다. 제2차세계대전 이후에는 수많은 오페레타의 주역을 맡기도 했다.